# Phare de Point Stuart
Le phare de Point Stuart est un phare qui est situé sur Angel Island, dans la baie de San Francisco, dans le Comté de Marin (État de la Californie), aux États-Unis. Il est désormais inactif.
Il se trouve dans le Angel Island State Park (en), parc national depuis 1962.
Ce phare fut géré par la Garde côtière américaine, et les phares de l'État de Californie sont entretenus par le District 11 de la Garde côtière .

## Description
Ce phare, construit en 1915, est une maison en bois d'un étage, posée sur une plateforme, à mi-hauteur d'un escarpement au dessus de l'eau. Ce petit bâtiment était le local d'une corne de brume et la lumière était centrée sur son toit. Il était entretenu par les gardiens du phare de Point Knox , inactif depuis 1960.
Cette lumière, érigée sur le côté ouest de l'île, à environ 800 m au nord de Point Knox, marquait l'entrée du Détroit de Raccoon entre Angel Island et le continent. Il a été remplacé par une bouée-phare en mer. 
Pratiquement inaccessible, le site et la tour ont été abandonnés.
Identifiant : ARLHS : USA-1204 .